# Mohammad Murad
Mohammad Murad (n.  ?) este un politician român, ales în 2024 deputat din partea partidului Alianța pentru Unirea Românilor (AUR).
Murad avea o avere estimată la 160-180 milioane de euro în 2022. El este unul din Frații Murad.

## Carieră politică (2024–prezent)

### Legislatura I (2024–prezent)

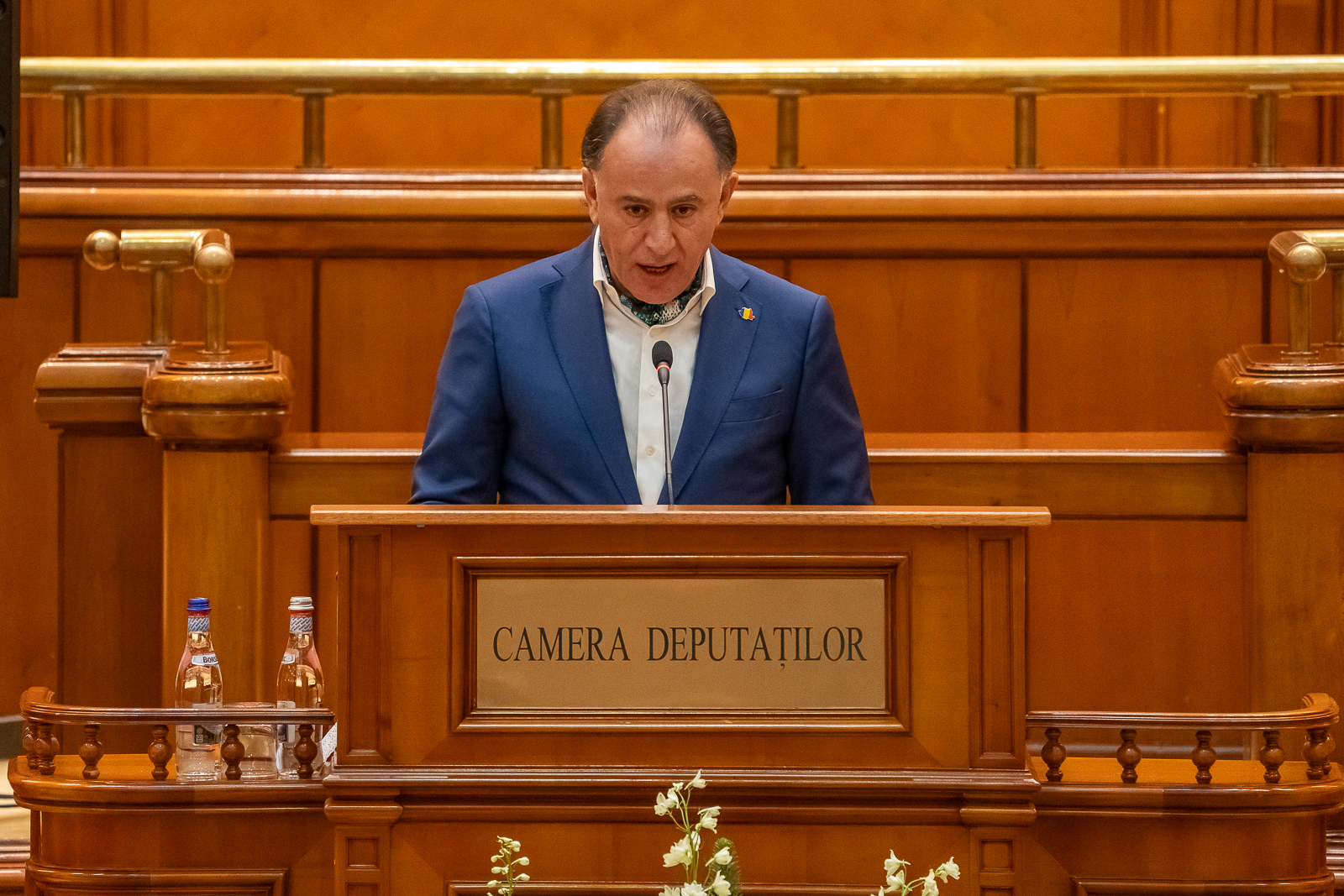
Murad depunând jurământul, 21 decembrie 2024

În urma alegerilor parlamentare din 2024 pe 1 decembrie, Murad a fost ales membru al Camerei Deputaților, în circumscripția nr. 14 Constanța, preluând mandatul pe 21 decembrie.